# فرودگاه کوشک باکولا ریمپچ
فرودگاه کوشک باکولا ریمپچ  (به انگلیسی: Kushok Bakula Rimpochee Airport) یک فرودگاه نظامی و همگانی با کد یاتا IXL است . این فرودگاه در شهر له کشور هند قرار دارد و در ارتفاع ۳۲۵۶ متری از سطح دریا واقع شده‌است.

## شرکت‌های هواپیمایی و مقصدهای پروازی

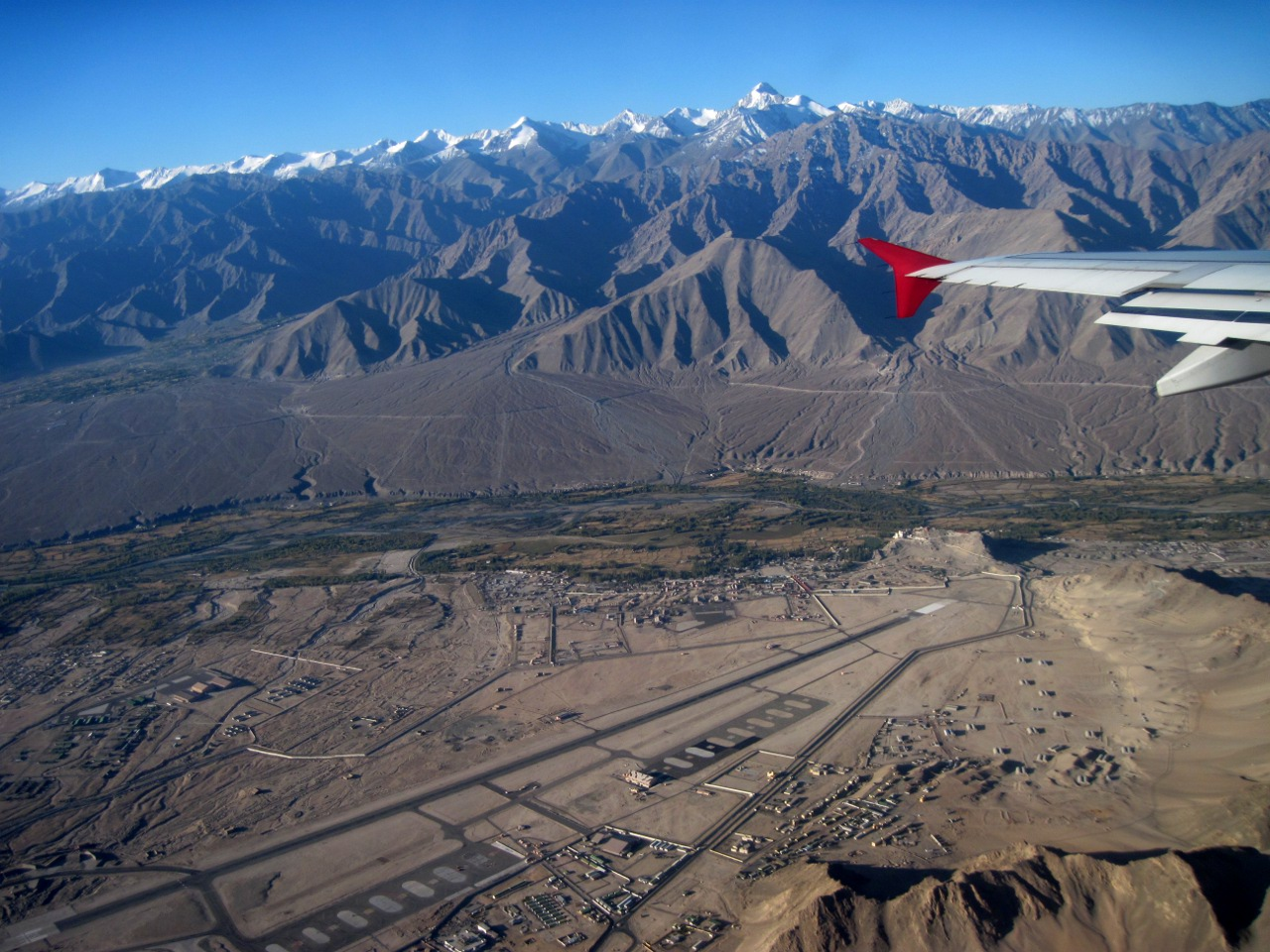
Kushok Bakula Rinpoche Airport (IXL) and Himalayas, Leh, Jammu & Kashmir, India

| شرکت‌های هواپیمایی | مقصدهای پروازی                          |
| ----------------- | --------------------------------------- |
| ایر ایندیا        | چندی‌گر، ایندیرا گاندی، جامو، سرینگر     |
| GoAir             | ایندیرا گاندی، چاتراپاتی شیواجی، سرینگر |
| ویستارا           | ایندیرا گاندی                           |